# 木谷要一
木谷 要一（きだに よういち、1896年（明治29年）10月18日 - 1946年（昭和21年）12月16日は、日本の物理学者。

## 経歴
福井県敦賀郡（現：敦賀市）出身。旅順工科学堂電気工学科を卒業、東北帝国大学理学部物理学科にて理学士、東京帝国大学にて工学博士となる。東京帝国大学工学部造兵学助教授を務め、1935年より母校の旅順工科大学教授となる。専門は、応用物理学・金属工学。
関東局在外研究員として、1936年2月 - 1937年11月7日まで、欧米の研究所や実験場へ学術研究視察を行なった。ベルリンに約半年、ハレ（ザーレ）に4ヶ月滞在し、ベルリンを拠点に西欧、北欧、米国など各国を視察している。
終戦を旅順で迎え、他の職員とともにソ連兵に大連へ強制退去させられた後、大連第一中学校にて教鞭を取った。
不慮の事故により1946年12月16日に西田病院にて死去。

## 親族・知人
父は大連商業銀行、奉天商工銀行銀行員の木谷甚兵衛。妻・セイは日本明治期の写真師・成田常吉の長女である。セイは夫の没後、蔵書の処分を夫の同僚で天文学者岡武史の父である岡俊平に依頼している。従兄弟は、東芝マツダ研究所主任研究員の木谷龍吉、従姪孫は日本大学教授の古市昌一である。

## 著書

### 単著
- 『湿度測定法』（共立出版　基礎工学実験　1933年）

### 共著
- 『応用物理学実験』（共著　内田老鶴圃　1934年）
- 『温度測定法』（共著　共立出版）
- 『基礎工學實驗』（共著　共立出版）

## 論文
- 木谷要一. "金屬の内部摩擦に就いて (完結)." 応用物理 13.5 (1944): pp. 180-187
- 木谷要一. "金屬の内部摩擦に就いて (2)." 応用物理 13.4 (1944): pp. 146-149
- 木谷要一. "金屬の内部摩擦に就いて (1)." 応用物理 13.3 (1944): pp. 122-126
- 木谷要一. "Al-Cu 合金の初期時効と内部摩擦に就いて." 日本金屬學會誌 8.1 (1944): pp. 7-14
- 木谷要一, and 財滿鎭雄. "炭素鋼の内部摩擦に就て:(附) 振子型計器の利用." 日本機械学會論文集 9.36-1 (1943): pp. 125-131
- 木谷要一, and 井町辰郎. "軟鋼の内部摩擦と疲勞とに就て." 日本金屬學會誌 5.11 (1941): pp. 419-425
- 木谷要一. "拙著論文 「回轉円板の受くる流体抵抗」 に関して." 日本機械学会誌 43.275 (1940): pp. 53-54
- 木谷要一. "疲試驗機の新考案と燒戻鋼の疲に就て." 日本機械学會論文集 6.22-1 (1940): pp. 36-40
- 木谷要一, and 宮田忠義. "銀薄膜の再結晶に就て." 日本金屬學會誌 4.4 (1940): pp. 119-126
- 木谷要一, and 宮田忠義. "銀面反射能に及ぼす歪の影響." 応用物理 9.7 (1940): pp. 301-304
- 木谷要一, and 山本彌一郎. "Al-Si 合金の燒戻硬化と内部摩擦とに就て." 日本金屬學會誌 4.5 (1940): pp. 152-158
- 木谷要一. "金属の疲と内部摩擦とに就て." 日本機械学會論文集 5.18 (1939): pp. 104-109
- 木谷要一. "可塑的變形による側方縮み." 応用物理 8.5 (1939): pp. 203-206
- 木谷要一. "シベシイ半影板に依る光彈性檢出法." 応用物理 7.3 (1938): pp. 101-104
- 木谷要一. "歐米における研究所見学談." 機械學會誌 41.252 (1938): pp. 161-164
- 木谷要一. Spannungsdoppelbrechung bei Kleinen Kristallverformungen. 旅順工科大學, 1937. 旅順工科大學彙報
- 木谷要一. "金属の機械的性質とその結晶機構に就て." 機械学會論文集 2.6 (1936): pp. 61-67
- 木谷要一. "鐵結晶の辷リ面に就いて." 応用物理 4.11 (1935): pp. 441-444
- 木谷要一. "回轉圓板の受ける液體抵抗." 応用物理 1.1 (1932): pp. 8-13
- 木谷要一. "金属材料ニ関スル二, 三ノ機械的特性ノ結晶学的研究 (英文)." Diss. 東京帝国大学, 1931.
- 木谷要, and 研野作一. "アルミニウム単結晶の彎曲について."理化学研究所彙報第八巻第二号, 1929: pp. 118 [2]
- 木谷要一, and 佐々木六郎. "鋼材の伸長及び壓縮試驗に伴ふ温度及び磁氣感應度の變化（英文）."東京帝國大學工學部紀要, 1926: pp. 237-240
- 木谷要一, and 眞島正市.  "発生機の水素瓦漸斯が残留磁気に及ぼす影響."理化学研究所彙報第二巻第五号, 1923: pp. 638 [5]